# Warenverzeichnis für die Außenhandelsstatistik
Das Warenverzeichnis für die Außenhandelsstatistik (WA) führt die achtstelligen Statistischen Warennummern auf, mit deren Hilfe Waren eindeutig gekennzeichnet werden können. Das Nummernschema dient dazu, die Warenströme der Bundesrepublik Deutschland eingangs- und ausgangsseitig zu erfassen (Intrahandel und Extrahandel).
Die Statistische Warennummer wird für statistische Zwecke benötigt und ist bei verschiedenen Außenhandelsgeschäften – sowohl importseitig als auch exportseitig – den Behörden zu melden. Beispiele hierfür sind die INTRASTAT- und EXTRASTAT-Meldungen in der EU.

## Funktion
Systematisch aufgelistet sind die statistischen Warennummern für Deutschland im Warenverzeichnis für die Außenhandelsstatistik. Dort sind auch die Vorschriften für die Zuordnung der Warennummern zu einer bestimmten Ware hinterlegt. Das Warenverzeichnis erscheint jährlich. Dienstleistungen sind von diesem Klassifizierungsschema ausgeschlossen. Verwendung finden die Warennummern vor allem bei den Meldungen zum  Intra- und Extrahandel.
Es handelt sich um ein System, das als Grundlage die Kombinierte Nomenklatur (KN) als EU-einheitliche Kennzeichnungssystematik hat. Die KN und das WA sind in den Kapiteln 1–97 identisch.  Die HS-Positionen und HS-Unterpositionen (HS-Code) haben ihren Ursprung im  Harmonisierten System zur Bezeichnung und Codierung der Waren der UN und sind innerhalb der der Welthandelsorganisation (WTO) angehörigen Staaten nahezu weltweit gültig.

## Aufbau des WA
- Allgemeine Vorschriften (AV) für die Auslegung des WA
- 21 Abschnitte in römischen Ziffern
- 96 Kapitel der KN, zweistellig (1–76, 78–97)
- HS-Positionen, vierstellig
- HS-Unterpositionen, sechsstellig
- Warennummern, achtstellig
- Kapitel 98–99
- Anhang (Stichwort- und Länderverzeichnis)

Das WA ist tiefer untergliedert als die KN; es konkretisiert Kapitel 98 und enthält im Kapitel 99 zusätzliche nationale Warennummern.
Vor den Abschnitten und Kapiteln befinden sich Anmerkungen, die zusammen mit den Allgemeinen Vorschriften und dem Wortlaut der Position die Einreihung in das Nummernschema bestimmen.
Das WA wird grundsätzlich jährlich aktualisiert.

## Die Statistische Warennummer
Die Statistische Warennummer ist achtstellig aufgebaut. Mit ihrer Hilfe werden Waren codiert, um eine Meldung der Ausfuhr und Einfuhr von Waren an die Behörden vorzunehmen. Anhand der statistischen Warennummer wird gemeldet, welche Menge an Waren einer bestimmten Gattung ein- bzw. ausgeführt wurde.
Die statistische Warennummer entspricht in den Kapiteln 01 bis 97 den Codes der Kombinierten Nomenklatur. Im Extrahandel werden aus zollrechtlicher Sicht die KN-Codes Zolltarifnummern genannt. Jeder Zolltarifnummer sind ein Zollsatz und gegebenenfalls Ge- und Verbote sowie Einfuhrbeschränkungen zugeordnet.
Diese Nummer ist bei jedem Export- und Importgeschäft dem Zoll zu melden, damit werden die Waren eintarifiert, also den Zollsätzen zugewiesen. Beim Export ist die Zolltarifnummer 8-stellig und beim Import 11-stellig, woebei die 8-stellige Nummer um weitere 3 Stellen ergänzt wird.

## Änderungen zum 1. Januar 2022
Zum 1. Januar 2022 sind durch die Durchführungsverordnung (EU) 2021/1832 Änderungen an der Kombinierten Nomenklatur in Kraft getreten.